# Vale Ferret (Itália)
O vale Ferret, do lado italiano, é um vale lateral do maciço do Monte Branco, ao norte de Courmayeur que se termina pelo passo Ferret e que liga o vale do mesmo nome do lado suíço, o vale Ferret (Suíça).

## Características
O vale Ferret é um dos pontos de passagem do célebre  Tour du Mont Blanc (TMB).
Ele é atravessado por um afluente do rio Dora Baltea, a Dora Ferret e à sua volta encontram-se alguns dos cimos mais altos do maciço do Monte Branco como:
- Dente do Gigante - 4.013 m
- Grandes Jorasses - 4.208 m
- Agulha de Triolet - 3.874 m
- Monte Dolent - 3.819 m
- etc.

Nas proximidades estão vários refúgios de montanha como:
- Refúgio Torino - 3.375 m
- Refúgio das Grandes Jorasses - 2.803 m
- Refúgio Helena - 2.062 m
- Refúgio Walter-Bonatti - 2.025